# نامتامز
نامتامز (انگلیسی: The Numtums) نام یک مجموعه کارتون آموزشی ویژهٔ کودکان نو پا و پیش‌دبستانی است که نخستین بار در سال ۲۰۱۲ میلادی از شبکهٔ سی‌بیبیز پخش شد.
این کارتون دربارهٔ ۱۰ جانور است که از شمارهٔ ۱ تا ۱۰ روی شکم‌شان حک شده است و کارشان، آموزش مفاهیم ساده همچون اعداد و رنگ‌ها و غیره است.
این کارتون از شبکه‌های تلویزیونی مختلفی در سرتاسر جهان همچون «بی‌بی‌سی»، «زد د اف» و «تی‌اف۱» پخش شده است.